# Kenan et Kel
 (juillet 2017).
Si vous disposez d'ouvrages ou d'articles de référence ou si vous connaissez des sites web de qualité traitant du thème abordé ici, merci de compléter l'article en donnant les références utiles à sa vérifiabilité et en les liant à la section « Notes et références ».
Kenan et Kel (Kenan and Kel) est une série télévisée américaine en 65 épisodes de 24 minutes, créée par Kim Bass et diffusée entre le 15 juillet 1996 et le 15 juillet 2000 sur Nickelodeon.
En France, la série a été diffusée sur Canal J entre le 1er janvier 2000 et le 12 septembre 2001 puis rediffusée jusqu'en 2004. Elle a aussi été diffusée sur France 2 entre le 3 septembre 2001 et le 18 juin 2004, sur Filles TV en 2002 et sur certaines chaînes du groupe Viacom (BET, Comedy Central, Nickelodeon France à partir de novembre 2005 et Nickelodeon Teen à partir de novembre 2014). En Belgique, elle a été diffusée sur AB3.
Les trois derniers épisodes de la série ont été diffusés sous forme d'un téléfilm intitulé Deux têtes valent mieux que pas du tout (Two Heads Are Better Than None) sur Nickelodeon le 15 juillet 2000 aux États-Unis et France en 2002 sur France 2 puis en 2006 sur Nickelodeon.

## Synopsis
Cette série met en scène Kenan et Kel, deux adolescents déjantés de Chicago . Dans chaque épisode, un problème survient, la plupart du temps pas très important mais qui le devient toujours après que Kenan et Kel s'en soient mêlés. Kenan trouve un plan malin et efficace, mais Kel le fait toujours tomber à l'eau. Un thème récurrent est celui du soda à l'orange , dont Kel raffole.
Les épisodes s'ouvrent et se terminent avec Kenan et Kel debout devant un rideau rouge, interagissant directement avec le public venu assister en studio au tournage de l'épisode. À l'ouverture, un gag récurrent est que Kel ne sait jamais ce qu'il va se passer dans l'épisode et que Kenan refuse de lui dire. Lors de la fermeture, Kenan demande souvent à Kel d'apporter divers articles et de le rejoindre quelque part. Ces deux phases se terminent toujours par Kel prononçant sa phrase fétiche « Oooohhhh, ça r'commence !... » (« Aww, here it goes! » dans la version originale).

## Fiche technique
- Titre original : Kenan and Kel
- Titre français : Kenan et Kel
- Création : Kim Bass
- Musique : Victor Concepcion. Thème d'ouverture : Aw, Here It Goes par Coolio
- Production : Dan Schneider
- Sociétés de production : Tollin / Robbins Productions, Nickelodeon
- Société de distribution : ViacomCBS Domestic Media Networks
- Pays d'origine :  États-Unis
- Langue d'origine : anglais
- Chaîne d'origine : Nickelodeon
- Nombre d'épisodes : 65 (4 saisons)
- Durée : 24 minutes
- Genre : Sitcom
- Dates de première diffusion :
  - États-Unis : 17 août 1996 sur  Nickelodeon
  - France : 1er janvier 2000 sur Canal J
- Public : Tout public

## Générique
La chanson du générique est intitulée Aw, Here It Goes et est interprétée par le rappeur Coolio. Dans le clip d'ouverture, on peut voir Kenan & Kel présents à ses côtés.

## Personnages

### Personnages principaux
- Kenan Rockmore (Kenan Thompson) (VF : Pascal Grull) :

Le meilleur ami de Kel. Contrairement à ce dernier, il est réfléchi. Il travaille dans l'épicerie locale nommée Rigby's mais ne prend pas son travail très au sérieux. Tout au long de la série, Kenan trouve des idées plus farfelues les unes que les autres, souvent sabotées par les maladresses de Kel. Kenan a pour habitude de crier « POURQUOIIIIIIIII ???!! » lorsque Kel fait avorter ses plans ou quand il est dans une situation embarrassante.
- Kel Kimble (Kel Mitchell) (VF : Hervé Rey) :

Le meilleur ami de Kenan. Il est un adolescent extrêmement maladroit et un peu fou. Dans un épisode, on apprend qu'il serait tombé plusieurs fois sur la tête quand il était petit, ce qui lui donne un air suffisant. Les parents de Kel étant riches et très occupés, il vient souvent chez Kenan pour lui tenir compagnie. Il adore le soda à l'orange (dans la plupart des épisodes, on voit Kenan demander à Kel « Qui aime le soda à l'orange ? » ce qui force Kel à répondre « K-k-k-Kel adore le soda à l'orange » puis Kenan réplique « Est-ce que c'est vrai ? » et enfin Kel termine par « Hum-hum ! J'en suis fou, j'en suis fou, j'en suis fou-oouu ! »). Sa phrase type dans la présentation et la fin des épisodes est « Oooohhhh, ça r'commence !... ».
- Roger Rockmore (Ken Foree) (VF : Thierry Mercier) :

Le père de Kenan et Kyra. Il travaille à l'aéroport de Chicago comme contrôleur aérien. Il est le seul de la famille Rockmore à ne pas supporter les visites journalières de Kel, qui trouve toujours un moyen d'endommager quelque chose dans la maison.
- Sheryl Rockmore (Teal Marchande) (VF : Sylvie Ferrari) :

La mère de Kenan et Kyra. Sheryl est aimable et semble toujours savoir ce que trafiquent Kenan et Kel. Elle est plus patiente que son mari.
- Kyra Rockmore (Vanessa Baden) (VF : Annabelle Roux, Marie-Eugénie Maréchal (voix de remplacement)) :

La jeune sœur de Kenan. Le rôle de Kyra dans la série est surtout basé sur la relation amoureuse qu'elle tient avec Kel. Ce dernier, quant à lui, essaye de se tenir le plus loin possible de Kyra. Elle interrompt souvent Kenan en disant « Je parle à Kel ! ». Durant la saison 4, elle est absente de plus de la moitié des épisodes.
- Christopher "Chris" Potter (Dan Frischman) (VF : Olivier Korol) :

Le propriétaire de la supérette Rigby's, et donc le patron de Kenan. Il vit avec sa mère. Dans la série, il l'évoque sans arrêt. Il perd souvent patience avec Kenan pour sa nonchalance au travail mais aussi avec Kel pour ses dégradations dans le magasin et le fait qu'il ne paye jamais ce qu'il consomme, en particulier le soda à l'orange.

### Personnages récurrents
- Sharla Morrison (Alexis Fields) (VF : Edwige Lemoine) :

Sharla est apparue comme nouvelle employée à Rigby's au début de la troisième saison. Dans l'épisode Super zéros (Skunkator vs. Moth Man), Chris l'a embauchée parce qu'il sentait que Kenan avait besoin d'aide dans le magasin.
- Marc Cram (Biagio Messina) (VF : Denis Laustriat) :

Marc apparaît à partir de la saison trois en tant que nouveau voisin de Kenan. Kenan le trouve ennuyeux tandis que Kel est copain avec lui. Marc est un collectionneur de montres, il est excellent en orthographe et lorsqu'il parle il épèle les mots.

### Invités notables
De nombreuses célébrités ont fait une apparition dans la série, parmi lesquelles :
- Rondell Sheridan
- Bob Eubanks (en)
- Tamia
- Mona Lisa
- Karan Ashley (en)
- Dr Joyce Brothers
- Nick Cannon
- Britney Spears
- David Alan Grier
- Bill Bellamy
- Dan Schneider
- Hersha Parady
- Ron Harper
- Linda Cardellini
- Oliver Muirhead (en)
- Paul Vogt (en)
- Devon Alan
- Downtown Julie Brown (en)
- Kevin Shinick
- Milton Berle
- Johnny Brown
- Whitman Mayo
- Kim Fields
- The Lady of Rage
- Coolio (uniquement le générique)
- Josh Server (en)
- Eve Plumb
- Shaquille O'Neal
- Kurt Loder
- Chris Edgerly
- Cullen Douglas (en)
- Mystro Clark (en)
- Leland L. Jones (en)
- Kevin Kopelow
- Chrystee Pharris (en)
- Robert Costanzo
- Michael Berryman
- T. J. Thyne
- Amy Richards (en)
- John Walsh
- Beth Dover
- Christopher Michael (en)
- Malachi Pearson

- Version française
  - Studio de doublage : SOFI
  - Direction artistique : Blanche Ravalec[2]
  - Adaptation : ?

## Épisodes
| Saison | Saison   | Épisodes | États-Unis       | États-Unis       | France           | France            |
| Saison | Saison   | Épisodes | Début            | Fin              | Début            | Fin               |
| ------ | -------- | -------- | ---------------- | ---------------- | ---------------- | ----------------- |
|        | 1        | 14       | 17 août 1996     | 11 janvier 1997  | 1er janvier 2000 | 1er avril 2000    |
|        | 2        | 13       | 6 septembre 1997 | 27 décembre 1997 | 21 juin 2000     | 31 août 2000      |
|        | 3        | 22       | 10 octobre 1998  | 17 avril 1999    | 31 janvier 2001  | 15 juillet 2001   |
|        | 4        | 13       | 7 août 1999      | 3 mai 2000       | 8 août 2001      | 12 septembre 2001 |
|        | Téléfilm | Téléfilm | 15 juillet 2000  | 15 juillet 2000  | 2002             | 2002              |

## Commentaires
- Kenan et Kel sont tous deux fans assidus des Chicago Bulls.
- Kel porte une quantité indénombrable de chapeaux et casquettes au cours des épisodes.
- Lors de l'épisode Le Calvaire de Kel (Who Loves Orange Soda?), on apprend que Kel boirait entre 15 et 20 litres de soda à l'orange tous les jours !
- Les parents de Kel et la mère de Chris n'apparaissent dans aucun des épisodes.
- Kenan et Kel sont apparus dans deux épisodes de Cousin Skeeter[3], ainsi que dans un épisode de Sabrina, l'apprentie sorcière.
- Chad King, aujourd'hui membre du groupe A Great Big World, a joué un petit rôle dans l'épisode 10 de la saison 1 intitulé Le Répondeur infernal (Dial O for Oops). Il avait alors 11 ans.
- Dans l'épisode 2 de la saison 1, Le Sandwich au thon (The Tainting Of The Screw), Kenan et Kel regardent le début d'un match de finals NBA avec leur équipe favorite, les Bulls de Chicago. On apprend au fil de l'épisode que cette scène se passe le samedi 6 octobre, or les finals NBA se jouent le mois de juin.